# Ангела Дугалић
Ангела Дугалић (Дес Плејнс, 29. децембар 2001) српска је кошаркашица. Игра на позицији центра.
Рођена је у Сједињеним Америчким Државама, играла је за тим Орегон дакс. Са репрезентацијом Србије освојила је златну медаљу на Европском првенству 2021. године одржаном у Француској и Шпанији.

## Успеси

### Репрезентативни
- Европско првенство:  2021. Француска / Шпанија.